# Морфологія грузинської мови
Морфологія грузинської мови
Морфологічна будова переважно аглютинативна. 

## Іменники
Відмінювання іменників у грузинській мові залежить від того, закінчується корінь слова на голосну чи приголосну букву. Якщо корінь закінчується на голосну, тоді відмінювання іменника може бути або з вкороченням (якщо корінь закінчується на -e чи -a) або без вкорочення (якщо корінь закінчується на -o чи -u). У відмінюванні з вкороченням остання голосна основи іменника випадає у родовому і інстументальному відмінках. Табличка унизу показує суфікси для кожного відмінка іменника разом з прикладами.
|                  | Основа закінчується на приголосний | Приклад: k'ats- («чоловік») |  | Основа закінчується на голосний (з вкороченням) | Приклад: mama- («батько») |  | Основа закінчується на голосний (без вкорочення) | Приклад: Sakartvelo- («Грузія») |
| ---------------- | ---------------------------------- | --------------------------- |  | ----------------------------------------------- | ------------------------- |  | ------------------------------------------------ | ------------------------------- |
| Називний         | -i                                 | k'ats-i                     |  | -Ø                                              | mama                      |  | -Ø                                               | Sakartvelo                      |
| Ергатив          | -ma                                | k'ats-ma                    |  | -m                                              | mama-m                    |  | -m                                               | Sakartvelo-m                    |
| Давальний        | -s                                 | k'ats-s                     |  | -s                                              | mama-s                    |  | -s                                               | Sakartvelo-s                    |
| Родовий          | -is                                | k'ats-is                    |  | -is *                                           | mam-is                    |  | -s                                               | Sakartvelo-s                    |
| Інструментальний | -it                                | k'ats-it                    |  | -it *                                           | mam-it                    |  | -ti                                              | Sakartvelo-ti                   |
| Прислівниковий   | -ad                                | k'ats-ad                    |  | -d                                              | mama-d                    |  | -d                                               | Sakartvelo-d                    |
| Кличний          | -o                                 | k'ats-o!                    |  | -Ø                                              | mama!                     |  | -Ø                                               | Sakartvelo!                     |

(* Має місце вкорочення останньої голосної)

### Утворення множини
Множина утворюється з допомогою додавання суфікса -eb, що з'являється після кореня і перед закінченням або відмінковим суфіксом. Деякі з прикладів:
- називний відмінок слова "чоловіки" формується таким чином: k'ats+eb+i, ергативний же відмінок виглядатиме як k'ats+eb+ma.